# Décio Antônio Corazza
Décio Antônio Corazza, genannt Décio Antônio, (* 11. Juni 1961 in Tapera, RS) ist ein ehemaliger brasilianischer Fußballspieler und Fußballtrainer. Seine Position war die eines Stürmers.

## Karriere
Décio Antônio erhielt seine fußballerische Ausbildung beim SC Internacional aus Porto Alegre, wo er 1980 den Sprung in die erste Mannschaft schaffte. Mit zwanzig Jahren wechselte er nach Lages zum EC Internacional. 1984 schaffte er wieder den Sprung in die Erstklassigkeit zum Avaí FC.
Von dort ging es 1987 nach Portugal zu Vitória Guimarães. Mit diesem konnte er 1988 seinen größten Erfolg mit dem Gewinn des portugiesischen Fußball-Supercups erreichen. Er steuerte hier im Hinspiel gegen den FC Porto beide Tore zum 2:0-Sieg bei. Das Rückspiel endete 0:0. Nach weiteren Stationen in Portugal, beendete der Spieler 1996 seine aktive Spielerlaufbahn beim Avaí FC.

## Erfolge
Vitória Guimarães
- Portugiesischer Fußball-Supercup: 1988